# Logic
Logic (hợp lý, hữu lý, hàm lý) hay luận lý học, từ tiếng Hy Lạp cổ đại λόγος (logos), nghĩa nguyên thủy là từ ngữ, hoặc điều đã được nói, (nhưng trong nhiều ngôn ngữ châu Âu đã trở thành có ý nghĩa là suy nghĩ hoặc lập luận hay lý trí). Logic thường được nhắc đến như là một ngành nghiên cứu về tiêu chí đánh giá các luận cứ, mặc dù định nghĩa chính xác của logic vẫn là vấn đề còn đang được bàn cãi giữa các triết gia. Tuy nhiên khi môn học được xác định, nhiệm vụ của nhà logic học vẫn như cũ: làm đẩy mạnh tiến bộ của việc phân tích các suy luận có hiệu lực và suy luận ngụy biện để người ta có thể phân biệt được luận cứ nào là hợp lý và luận cứ nào có chỗ không hợp lý.
Theo truyền thống, logic được nghiên cứu như là một nhánh của triết học. Kể từ giữa thế kỷ 19 logic đã thường được nghiên cứu trong toán học và luật. Gần đây nhất logic được áp dụng vào khoa học máy tính và trí tuệ nhân tạo. Là một ngành khoa học hình thức, logic nghiên cứu và phân loại cấu trúc của các khẳng định và các lý lẽ, cả hai đều thông qua việc nghiên cứu các hệ hình thức của việc suy luận và qua sự nghiên cứu lý lẽ trong ngôn ngữ tự nhiên. Tầm bao quát của logic do vậy là rất rộng, đi từ các đề tài cốt lõi như là nghiên cứu các lý lẽ ngụy biện và nghịch lý, đến những phân tích chuyên gia về lập luận, chẳng hạn lập luận có xác suất đúng và các lý lẽ có liên quan đến quan hệ nhân quả. Ngày nay, logic còn được sử dụng phổ biến trong lý thuyết lý luận.
Qua suốt quá trình lịch sử, đã có nhiều sự quan tâm trong việc phân biệt lập luận tốt và lập luận không tốt, và do đó logic đã được nghiên cứu trong một số dạng ít nhiều là quen thuộc đối với chúng ta. Logic Aristotle chủ yếu quan tâm đến việc dạy lý luận thế nào cho tốt, và ngày nay vẫn được dạy với mục đích đó, trong khi trong logic toán học và triết học phân tích (analytical philosophy) người ta nhấn mạnh vào logic như là một đối tượng nghiên cứu riêng, và do vậy logic được nghiên cứu ở một mức độ trừu tượng hơn.
Các quan tâm về các loại logic khác nhau cho thấy rằng logic không phải là một ngành có thể nghiên cứu tách biệt. Trong khi logic thường có vẻ sự thúc đẩy chính nó, môn học này phát triển tốt nhất khi lý do mà chúng ta quan tâm đến logic được đặt ra một cách rõ ràng.

## Các lĩnh vực nghiên cứu
Logic được nghiên cứu bởi nhiều lĩnh vực khác nhau. Điều này thường được thực hiện bằng cách áp dụng phương pháp hình thức của nó vào các chủ đề nhất định nằm ngoài phạm vi logic, chẳng hạn như trong đạo đức học hoặc khoa học máy tính. Ngoài ra, bản thân logic cũng có thể là đối tượng nghiên cứu của các lĩnh vực khác.

### Triết học logic và logic triết học
Triết học logic là lĩnh vực triết học nghiên cứu về phạm vi và bản chất của logic. Nó tra xét các tiền giả định (presupposition) ẩn trong logic, tìm cách xác định những khái niệm cơ bản của logic hoặc các mặc định siêu hình học có liên hệ với những khái niệm đó. Nó cũng quan tâm đến việc phân loại các hệ thống logic và các ràng buộc bản thể luận kéo theo những hệ thống ấy. Logic triết học là một lĩnh vực nằm trong phạm trù triết học logic. Nó nghiên cứu ứng dụng của các phương pháp logic trong các vấn đề triết học của các ngành như siêu hình học, đạo đức học và tri thức luận. Những ưng dụng kiểu này thường xuất hiện dưới dạng các hệ thống logic mở rộng (extended) hoặc phi hình thức (deviant).

### Siêu logic học
Siêu logic học (Metaphysics) là ngành triết học nghiên cứu các đặc tính của các hệ thống logic hình thức. Ví dụ, khi một hệ thống hình thức mới được phát triển, các nhà siêu logic học sẽ nghiên cứu nó nhằm xác định những công thức nào có thể được chứng minh. Họ cũng sẽ tìm hiểu xem liệu có thể phát triển một thuật toán nhằm tìm ra minh chứng cho mỗi công thức hay không, đồng thời xác minh tất cả các công thức khả chứng có phải là hằng đúng (tautology) không. Cuối cùng, họ sẽ so sánh nó với các hệ thống logic khác để tìm ra những đặc điểm khác biệt. Một vấn đề then chốt của siêu logic học là mối liên hệ giữa cú pháp và ngữ nghĩa. Luật cú pháp của một hệ thống hình thức quy định phương cách suy đoán kết luận từ các tiền đề, tức là phương cách xây dựng minh chứng. Ngữ nghĩa của một hệ thống hình thức quyết định phát biểu nào đúng và phát biểu nào sai. Điều này quy định tính hợp lý của lý luận; sở dĩ vì, để lý luận hợp lý, không thể có chuyện tiền đề đúng mà kết luận sai. Mối quan hệ giữa cú pháp và ngữ nghĩa còn ảnh hưởng đến các vấn đề như: liệu tất cả các lý luận hợp lý có khả chứng hay không, và liệu tất cả các lý luận khả chứng có hợp lý hay không. Các nhà siêu logic cũng đánh giá xem các hệ thống logic đã hoàn thiện chưa, có vững chãi và có chặt chẽ không. Ngoài ra, họ cũng quan tâm đến tính khả quyết và sức biểu đạt mà hệ thống sở hữu. Các nhà siêu logic học dựa khá nhiều vào lập luận toán học trừu tượng khi thẩm tra và xây dựng các minh chứng siêu logic học.

### Logic toán học

Nhà triết học và toán học Bertrand Russell đã có nhiều đóng góp lớn lao cho ngành logic toán học.

Thuật ngữ "logic toán học" (mathematical logic) đôi khi được dùng đồng nghĩa với "logic hình thức". Tuy nhiên, nếu giải nghĩa hẹp hơn, thuật ngữ này chỉ đến sự nghiên cứu logic trong toán học. Các phân ngành lớn của nó bao gồm lý thuyết mô hình (model theory), lý thuyết chứng minh (proof theory), lý thuyết tập hợp, và lý thuyết tính toán. Nghiên cứu logic toán học chủ yếu xoay quanh các đặc tính toán học của các hệ thống logic hình thức. Tuy nhiên, nó cũng bao gồm các nỗ lực để vận dụng logic vào việc phân tích các suy luận toán học, hoặc để thiết định nền tảng của toán học dựa trên logic. Chủ đề "nền tảng của toán học" từng là mối bận tâm lớn đối với ngành logic toán học hồi đầu thế kỷ thứ 20, chủ trương theo đuổi cái gọi là chủ nghĩa duy logic tiên phong bởi các triết gia-logic gia tiền bối như Gottlob Frege, Alfred North Whitehead và Bertrand Russell. Đối với những học giả duy logic chủ nghĩa, các lý thuyết toán học ắt phải luôn đúng về mặt logic, và họ muốn chứng tỏ điều này bằng cách rút gọn toàn bộ toán học thành logic. Nhiều người đã dốc công sức để hiện thực hóa giả định này nhưng đều thất bại, từ sự sụp đổ của cơ đồ logic học Frege trong Grundgesetze trước nghịch lý Russell, đến sự lụn bại của chương trình Hilbert trước các định lý bất toàn của Gödel.
Lý thuyết tập hợp vốn bắt nguồn từ nghiên cứu vô hạn của Georg Cantor, và nó bấy lâu đã là ngọn nguồn của các vấn đề logic toán học đầy thử thách và quan trọng. Một số ví dụ có thể kể đến là định lý đường chéo Cantor, tình trạng của tiên đề chọn, nghi vấn về sự độc lập trong giả thuyết continuum và các tranh cãi đương đại xoay quanh các tiên đề số đếm lớn.
Lý thuyết tính toán là phân ngành logic toán học nghiên cứu về các quy trình hiệu quả nhằm giải quyết các vấn đề tính toán. Đơn cử như liệu ta có thể kiếm tìm một quy trình cơ học mà có khả năng xác định một số nguyên dương là số nguyên tố hay không. Một trong những mục tiêu chính của nó là tìm hiểu xem một vấn đề toán học có thể được giải quyết bằng thuật toán hay không. Lý thuyết tính toán vận dụng đa dạng các công cụ và mô hình lý thuyết, ví dụ như máy Turing, để khám phá điều này.

## Lịch sử
Logic học đã phát triển độc lập trong nhiều nền văn hóa cổ đại khác nhau. Một trong những nhân vật có những đóng góp sớm nhất là Aristoteles, người đã phát triển logic hạn từ (term logic) trong hai trước tác Organon và Phân tích thứ nhất. Ông đã giới thiệu các khái niệm tam đoạn luận giả sử (hypothetical syllogism) và logic mốt thời gian (temporal modal logic). Các phát kiến của Aristoteles cũng bao gồm logic quy nạp (inductive logic) cũng như đàm luận về các khái niệm mới như hạn từ, vị từ, tam đoạn luận và mệnh đề. Logic Aristoteles được đánh giá rất cao ở châu Âu và Trung Đông vào thời cổ điển và trung cổ. Nó tiếp tục được sử dụng ở phương Tây cho tới đầu thế kỷ thứ 19. Tới nay thì nhiều công trình logic đã đánh đổ thế độc tôn của logic Aristoteles, song các thấu hiểu then chốt của nó vẫn có ảnh hưởng với các hệ thống logic hiện đại.

### Dẫn nguồn
1. ↑  Hintikka 2019, §Logic and other disciplines [Logic và các chuyên ngành khác]; Haack 1978, tr. 1–10, Philosophy of logics [Triết học của logic học].
2. ↑  Hintikka 2019, lead section, §Nature and varieties of logic; Audi 1999b, Philosophy of logic.
3. ↑  Jacquette 2006, tr. 1–12, Introduction: Philosophy of logic today.
4. ↑  Hintikka 2019, §Problems of ontology [Các vấn đề của bản thể luận].
5. ↑  Jacquette 2006, tr. 1–12, Introduction: Philosophy of logic today [Dẫn nhập: Triết học logic ngày nay]; Burgess 2009, 1. Classical logic [Logic cổ điển].
6. ↑  Goble 2001, Introduction; Hintikka & Sandu 2006, tr. 31–32.
7. ↑  Gensler 2006, tr. xliii–xliv; Sider 2010, tr. 4–6; Schagrin.
8. ↑  Irvine 2022.
9. ↑  Li 2010, tr. ix; Rautenberg 2010, tr. 15; Quine 1981, tr. 1; Stolyar 1984, tr. 2.
10. ↑  Stolyar 1984, tr. 3–6.
11. ↑  Hintikka & Spade, Các định lý bất toàn của Gödel; Linsky 2011, tr. 4; Richardson 1998, tr. 15.
12. ↑  Bagaria 2021; Cunningham.
13. ↑  Borchert 2006a, Computability Theory; Leary & Kristiansen 2015, tr. 195.
14. ↑  Groarke.
15. ↑  Lagerlund 2018.
16. ↑  Spade & Panaccio 2019.
17. ↑  Haaparanta 2009, tr. 4–6, 1. Introduction [Dẫn nhập]; Hintikka & Spade, Modern logic, Logic since 1900 [Logic hiện đại, Logic học từ 1990].
18. ↑  Kline 1972, "A major achievement of Aristotle was the founding of the science of logic", tr. 53; Łukasiewicz 1957, tr. 7; Liu & Guo 2023, tr. 15.
19. ↑  Lear 1980, tr. 34.
20. ↑  Knuuttila 1980, tr. 71; Fisher, Gabbay & Vila 2005, tr. 119.
21. ↑  Berman 2009, tr. 133.
22. ↑  Frede; Groarke.
23. ↑  Ewald 2019; Smith 2022.

### Tiếng Việt
- Lê Doãn Tá; Duy Tô Hợp; Vũ Trọng Dung; Nguyễn Bằng Tường; Vũ Văn Viên (2007). Giáo trình Lôgíc học. Hà Nội: NXB Chính trị quốc gia.
- Phan Đình Nghiệm (2005). Nhập môn Logic học. Thành phố Hồ Chí Minh: NXB Đại học Thành phố Hồ Chí Minh.

### Tiếng Anh
- Angell, Richard B. (1964). Reasoning and Logic (bằng tiếng Anh). Ardent Media. OCLC 375322.
- Audi, Robert (1999a). "Informal logic". The Cambridge Dictionary of Philosophy. Cambridge University Press. tr. 435. ISBN 978-1-107-64379-6. Lưu trữ bản gốc ngày 14 tháng 4 năm 2021. Truy cập ngày 29 tháng 12 năm 2021.
- Audi, Robert (1999b). "Philosophy of logic". The Cambridge Dictionary of Philosophy. Cambridge University Press. tr. 679–681. ISBN 978-1-107-64379-6. Lưu trữ bản gốc ngày 14 tháng 4 năm 2021. Truy cập ngày 29 tháng 12 năm 2021.
- Backmann, Marius (ngày 1 tháng 6 năm 2019). "Varieties of Justification—How (Not) to Solve the Problem of Induction". Acta Analytica (bằng tiếng Anh). Quyển 34 số 2. tr. 235–255. doi:10.1007/s12136-018-0371-6. ISSN 1874-6349. S2CID 125767384.
- Bagaria, Joan (2021). "Set Theory". The Stanford Encyclopedia of Philosophy. Metaphysics Research Lab, Stanford University. Truy cập ngày 23 tháng 9 năm 2022.
- Barnes, Jonathan (ngày 25 tháng 1 năm 2007). Truth, etc.: Six Lectures on Ancient Logic (bằng tiếng Anh). Clarendon Press. tr. 274. ISBN 978-0-19-151574-3.
- Benthem, Johan van. "Modal Logic: Contemporary View: 1. Modal Notions and Reasoning Patterns: a First Pass". Internet Encyclopedia of Philosophy. Truy cập ngày 11 tháng 3 năm 2023.
- Berlemann, Lars; Mangold, Stefan (ngày 10 tháng 7 năm 2009). Cognitive Radio and Dynamic Spectrum Access (bằng tiếng Anh). John Wiley & Sons. tr. 194. ISBN 978-0-470-75443-6.
- Berman, Harold J. (ngày 1 tháng 7 năm 2009). Law and Revolution, the Formation of the Western Legal Tradition (bằng tiếng Anh). Harvard University Press. ISBN 978-0-674-02085-6.
- Bimbo, Katalin (ngày 2 tháng 4 năm 2016). J. Michael Dunn on Information Based Logics (bằng tiếng Anh). Springer. tr. 8–9. ISBN 978-3-319-29300-4.
- Blackburn, Simon (ngày 1 tháng 1 năm 2008). "argument". The Oxford Dictionary of Philosophy (bằng tiếng Anh). Oxford University Press. ISBN 978-0-19-954143-0. Lưu trữ bản gốc ngày 8 tháng 1 năm 2022. Truy cập ngày 8 tháng 1 năm 2022.
- Blackburn, Simon (ngày 24 tháng 3 năm 2016). "rule of inference". The Oxford Dictionary of Philosophy (bằng tiếng Anh). Oxford University Press. ISBN 978-0-19-954143-0. Lưu trữ bản gốc ngày 8 tháng 1 năm 2022. Truy cập ngày 8 tháng 1 năm 2022.
- Blair, J. Anthony; Johnson, Ralph H. (1987). "The Current State of Informal Logic". Informal Logic. Quyển 9 số 2. tr. 147–51. doi:10.22329/il.v9i2.2671. Lưu trữ bản gốc ngày 30 tháng 12 năm 2021. Truy cập ngày 2 tháng 1 năm 2022.
- Blair, J. Anthony; Johnson, Ralph H. (2000). "Informal Logic: An Overview". Informal Logic. Quyển 20 số 2. tr. 93–107. doi:10.22329/il.v20i2.2262. Lưu trữ bản gốc ngày 9 tháng 12 năm 2021. Truy cập ngày 29 tháng 12 năm 2021.
- Blair, J. Anthony (ngày 20 tháng 10 năm 2011). Groundwork in the Theory of Argumentation: Selected Papers of J. Anthony Blair (bằng tiếng Anh). Springer Science & Business Media. tr. 47. ISBN 978-94-007-2363-4.
- Bobzien, Susanne (2020). "Ancient Logic: 2. Aristotle". The Stanford Encyclopedia of Philosophy. Metaphysics Research Lab, Stanford University. Lưu trữ bản gốc ngày 28 tháng 8 năm 2018. Truy cập ngày 3 tháng 1 năm 2022.
- Borchert, Donald, biên tập (2006a). "Computability Theory". Macmillan Encyclopedia of Philosophy Volume 2 (ấn bản thứ 2). Macmillan. tr. 372–390. ISBN 978-0-02-865782-0.
- Borchert, Donald (2006b). "Induction". Macmillan Encyclopedia of Philosophy Volume 4 (ấn bản thứ 2). Macmillan. tr. 635–648. ISBN 978-0-02-865784-4. Lưu trữ bản gốc ngày 12 tháng 1 năm 2021. Truy cập ngày 4 tháng 1 năm 2022.
- Borchert, Donald (2006c). "Logic, Non-Classical". Macmillan Encyclopedia of Philosophy Volume 5 (ấn bản thứ 2). Macmillan. tr. 485–492. ISBN 978-0-02-865785-1. Lưu trữ bản gốc ngày 12 tháng 1 năm 2021. Truy cập ngày 4 tháng 1 năm 2022.
- Boris, Kulik; Alexander, Fridman (ngày 30 tháng 11 năm 2017). N-ary Relations for Logical Analysis of Data and Knowledge (bằng tiếng Anh). IGI Global. tr. 74. ISBN 978-1-5225-2783-1.
- Bridges, Douglas; Ishihara, Hajime; Rathjen, Michael; Schwichtenberg, Helmut (ngày 30 tháng 4 năm 2023). Handbook of Constructive Mathematics (bằng tiếng Anh). Cambridge University Press. tr. 73–4. ISBN 978-1-316-51086-5.
- Brody, Boruch A. (2006). Encyclopedia of philosophy. Quyển 5. Donald M. Borchert (ấn bản thứ 2). Thomson Gale/Macmillan Reference US. tr. 535–536. ISBN 978-0-02-865780-6. OCLC 61151356. The two most important types of logical calculi are propositional (or sentential) calculi and functional (or predicate) calculi. A propositional calculus is a system containing propositional variables and connectives (some also contain propositional constants) but not individual or functional variables or constants. In the extended propositional calculus, quantifiers whose operator variables are propositional variables are added.
- Bunnin, Nicholas; Yu, Jiyuan (ngày 27 tháng 1 năm 2009). The Blackwell Dictionary of Western Philosophy (bằng tiếng Anh). John Wiley & Sons. tr. 179. ISBN 978-1-4051-9112-8.
- Burgess, John P. (2009). "1. Classical logic". Philosophical Logic. Princeton, NJ: Princeton University Press. tr. 1–12. ISBN 978-0-691-15633-0. Lưu trữ bản gốc ngày 16 tháng 12 năm 2021. Truy cập ngày 4 tháng 1 năm 2022.
- Bäck, Allan T. (2016). Aristotle's Theory of Predication (bằng tiếng Anh). Brill. tr. 317. ISBN 978-90-04-32109-0.
- Calderbank, Robert; Sloane, Neil J. A. (tháng 4 năm 2001). "Claude Shannon (1916–2001)". Nature (bằng tiếng Anh). Quyển 410 số 6830. tr. 768. doi:10.1038/35071223. ISSN 1476-4687. PMID 11298432. S2CID 4402158.
- Carnielli, Walter; Pizzi, Claudio (2008). Modalities and Multimodalities (bằng tiếng Anh). Springer Science & Business Media. tr. 3. ISBN 978-1-4020-8590-1.
- Castaño, Arnaldo Pérez (ngày 23 tháng 5 năm 2018). Practical Artificial Intelligence: Machine Learning, Bots, and Agent Solutions Using C# (bằng tiếng Anh). Apress. tr. 2. ISBN 978-1-4842-3357-3.
- Chakrabarti, Kisor Kumar (tháng 6 năm 1976). "Some Comparisons Between Frege's Logic and Navya-Nyaya Logic". Philosophy and Phenomenological Research. Quyển 36 số 4. tr. 554–563. doi:10.2307/2106873. JSTOR 2106873.
- Chatfield, Tom (2017). Critical Thinking: Your Guide to Effective Argument, Successful Analysis and Independent Study (bằng tiếng Anh). Sage. tr. 194. ISBN 978-1-5264-1877-7.
- Chua, Eugene (2017). "An Empirical Route to Logical 'Conventionalism'". Logic, Rationality, and Interaction. Lecture Notes in Computer Science. Quyển 10455. tr. 631–636. doi:10.1007/978-3-662-55665-8_43. ISBN 978-3-662-55664-1.
- Clocksin, William F.; Mellish, Christopher S. (2003). "The Relation of Prolog to Logic". Programming in Prolog: Using the ISO Standard (bằng tiếng Anh). Springer. tr. 237–257. doi:10.1007/978-3-642-55481-0_10. ISBN 978-3-642-55481-0.
- Cook, Roy T. (2009). Dictionary of Philosophical Logic (bằng tiếng Anh). Edinburgh University Press. tr. 124. ISBN 978-0-7486-3197-1.
- Copi, Irving M.; Cohen, Carl; Rodych, Victor (2019). Introduction to Logic (bằng tiếng Anh). Routledge. ISBN 978-1-351-38697-5.
- Coppock, Elizabeth; Champollion, Lucas (2019). Invitation to formal semantics (PDF). tr. 3–4. Lưu trữ (PDF) bản gốc ngày 21 tháng 1 năm 2020. Truy cập ngày 25 tháng 10 năm 2021.
- Corkum, Philip (2015). "Generality and Logical Constancy". Revista Portuguesa de Filosofia. Quyển 71 số 4. tr. 753–767. doi:10.17990/rpf/2015_71_4_0753. ISSN 0870-5283. JSTOR 43744657.
- Craig, Edward (1996). Routledge Encyclopedia of Philosophy. Routledge. ISBN 978-0-415-07310-3. Lưu trữ bản gốc ngày 16 tháng 1 năm 2021. Truy cập ngày 29 tháng 12 năm 2021.
- Cummings, Louise (2010). "Abduction". The Routledge Pragmatics Encyclopedia (bằng tiếng Anh). Routledge. tr. 1. ISBN 978-1-135-21457-9. Lưu trữ bản gốc ngày 8 tháng 1 năm 2022. Truy cập ngày 8 tháng 1 năm 2022.
- Cunningham, Daniel. "Set Theory". Internet Encyclopedia of Philosophy. Truy cập ngày 23 tháng 9 năm 2022.
- D'Agostino, Marcello; Floridi, Luciano (2009). "The Enduring Scandal of Deduction: Is Propositional Logic Really Uninformative?". Synthese (bằng tiếng Anh). Quyển 167 số 2. tr. 271–315. doi:10.1007/s11229-008-9409-4. hdl:2299/2995. ISSN 0039-7857. JSTOR 40271192. S2CID 9602882.
- Daintith, John; Wright, Edmund (2008). A Dictionary of Computing. OUP. ISBN 978-0-19-923400-4.
- van Dalen, Dirk (1994). Logic and Structure. Springer. Chapter 1.5. ISBN 978-0-387-57839-2.
- Dasti, Matthew R. "Nyaya". Internet Encyclopedia of Philosophy. Truy cập ngày 12 tháng 3 năm 2023.
- Dick, Anthony S.; Müller, Ulrich (2017). Advancing Developmental Science: Philosophy, Theory, and Method (bằng tiếng Anh). Taylor & Francis. tr. 157. ISBN 978-1-351-70456-4.
- Douven, Igor (2021). "Abduction". The Stanford Encyclopedia of Philosophy. Metaphysics Research Lab, Stanford University. Lưu trữ bản gốc ngày 7 tháng 9 năm 2021. Truy cập ngày 24 tháng 8 năm 2021.
- Dowden, Bradley. "Fallacies". Internet Encyclopedia of Philosophy. Lưu trữ bản gốc ngày 29 tháng 4 năm 2010. Truy cập ngày 19 tháng 3 năm 2021.
- van Eemeren, Frans H.; Garssen, Bart (2009). Pondering on Problems of Argumentation: Twenty Essays on Theoretical Issues (bằng tiếng Anh). Springer Science & Business Media. tr. 191. ISBN 978-1-4020-9165-0.
- van Eemeren, Frans H.; Garssen, Bart; Krabbe, Erik C. W.; Snoeck Henkemans, A. Francisca; Verheij, Bart; Wagemans, Jean H. M. (2021). "Informal Logic". Handbook of Argumentation Theory (bằng tiếng Anh). Springer Netherlands. tr. 1–45. doi:10.1007/978-94-007-6883-3_7-1. ISBN 978-94-007-6883-3. Lưu trữ bản gốc ngày 31 tháng 12 năm 2021. Truy cập ngày 2 tháng 1 năm 2022.
- van Eemeren, Frans H.; Grootendorst, Rob; Johnson, Ralph H.; Plantin, Christian; Willard, Charles A. (2013). Fundamentals of Argumentation Theory: A Handbook of Historical Backgrounds and Contemporary Developments (bằng tiếng Anh). Routledge. tr. 169. ISBN 978-1-136-68804-1.
- Emmanuel, Steven M. (2015). A Companion to Buddhist Philosophy (bằng tiếng Anh). John Wiley & Sons. tr. 320–2. ISBN 978-1-119-14466-3.
- Enderton, Herbert (2001). A Mathematical Introduction to Logic. Elsevier. ISBN 978-0-12-238452-3.
- Engel, S. Morris (1982). With Good Reason an Introduction to Informal Fallacies. St. Martin's Press. ISBN 978-0-312-08479-0. Lưu trữ bản gốc ngày 1 tháng 3 năm 2022. Truy cập ngày 2 tháng 1 năm 2022.
- Evans, Jonathan St. B. T. (2005). "8. Deductive Reasoning". Trong Morrison, Robert (biên tập). The Cambridge Handbook of Thinking and Reasoning (bằng tiếng Anh). Cambridge University Press. tr. 169. ISBN 978-0-521-82417-0.
- Ewald, William (2019). "The Emergence of First-Order Logic". The Stanford Encyclopedia of Philosophy. Metaphysics Research Lab, Stanford University. Truy cập ngày 12 tháng 3 năm 2023.
- Falguera, José L.; Martínez-Vidal, Concha; Rosen, Gideon (2021). "Abstract Objects". The Stanford Encyclopedia of Philosophy. Metaphysics Research Lab, Stanford University. Lưu trữ bản gốc ngày 22 tháng 1 năm 2021. Truy cập ngày 7 tháng 1 năm 2022.
- Falikowski, Anthony; Mills, Susan (2022). Experiencing Philosophy (bằng tiếng Anh) (ấn bản thứ 2). Broadview Press. tr. 98. ISBN 978-1-77048-841-0.
- Fisher, Michael David; Gabbay, Dov M.; Vila, Lluis (2005). Handbook of Temporal Reasoning in Artificial Intelligence (bằng tiếng Anh). Elsevier. tr. 119. ISBN 978-0-08-053336-0.
- Fitch, G. W. (ngày 18 tháng 12 năm 2014). Saul Kripke (bằng tiếng Anh). Routledge. tr. 17. ISBN 978-1-317-48917-7.
- Flotyński, Jakub (ngày 7 tháng 12 năm 2020). Knowledge-Based Explorable Extended Reality Environments (bằng tiếng Anh). Springer Nature. tr. 39. ISBN 978-3-030-59965-2.
- Font, Josep Maria; Jansana, Ramon (2017). A General Algebraic Semantics for Sentential Logics (bằng tiếng Anh). Cambridge University Press. tr. 8. ISBN 978-1-107-16797-1.
- Frede, Michael. "Aristotle". Michigan Technological University. Bản gốc lưu trữ ngày 21 tháng 9 năm 2023. Truy cập ngày 1 tháng 11 năm 2022.
- Friend, Michele (2014). Introducing Philosophy of Mathematics (bằng tiếng Anh). Routledge. tr. 101. ISBN 978-1-317-49379-2.
- Gamut, L.T.F. (1991). Logic, Language and Meaning Vol 1: Introduction to Logic. University of Chicago Press. 5.5. ISBN 978-0-226-28085-1.
- Garson, James (2023). "Modal Logic". The Stanford Encyclopedia of Philosophy. Metaphysics Research Lab, Stanford University. Truy cập ngày 11 tháng 3 năm 2023.
- Gensler, Harry J. (2006). The A to Z of Logic (bằng tiếng Anh). Scarecrow Press. tr. xliii–xliv. ISBN 978-1-4617-3182-5.
- Goble, Lou (2001). "Introduction". The Blackwell Guide to Philosophical Logic. Wiley-Blackwell. tr. 1–8. ISBN 978-0-631-20692-7. Lưu trữ bản gốc ngày 7 tháng 12 năm 2021. Truy cập ngày 4 tháng 1 năm 2022.
- Goertzel, Ben; Geisweiller, Nil; Coelho, Lucio; Janičić, Predrag; Pennachin, Cassio (ngày 2 tháng 12 năm 2011). Real-World Reasoning: Toward Scalable, Uncertain Spatiotemporal, Contextual and Causal Inference (bằng tiếng Anh). Springer Science & Business Media. tr. 43–4. ISBN 978-94-91216-11-4.
- Goodman, Lenn Evan (1992). Avicenna. Routledge. tr. 188. ISBN 978-0-415-01929-3.
- Goodman, Lenn Evan (2003). Islamic humanism. Oxford University Press. tr. 155. ISBN 978-0-19-513580-0.
- Groarke, Louis F. "Aristotle: Logic". Internet Encyclopedia of Philosophy. Lưu trữ bản gốc ngày 29 tháng 12 năm 2021. Truy cập ngày 1 tháng 1 năm 2022.
- Groarke, Leo (2021). "Informal Logic". The Stanford Encyclopedia of Philosophy. Metaphysics Research Lab, Stanford University. Lưu trữ bản gốc ngày 12 tháng 1 năm 2022. Truy cập ngày 31 tháng 12 năm 2021.
- Gómez-Torrente, Mario (2019). "Logical Truth". The Stanford Encyclopedia of Philosophy. Metaphysics Research Lab, Stanford University. Lưu trữ bản gốc ngày 2 tháng 10 năm 2021. Truy cập ngày 22 tháng 11 năm 2021.
- Gödel, Kurt (1984). "Russell's mathematical logic". Trong Benacerraf, Paul; Putnam, Hilary (biên tập). Philosophy of Mathematics: Selected Readings (ấn bản thứ 2). Cambridge University Press. tr. 447–469. ISBN 978-0-521-29648-9. Lưu trữ bản gốc ngày 11 tháng 1 năm 2022. Truy cập ngày 9 tháng 1 năm 2022.
- Hájek, Petr (ngày 3 tháng 9 năm 2006). "Fuzzy Logic". Stanford Encyclopedia of Philosophy (bằng tiếng Anh). Metaphysics Research Lab, Stanford University. Truy cập ngày 19 tháng 7 năm 2023.
- Hájek, Alan; Lin, Hanti (2017). "A Tale of Two Epistemologies?". Res Philosophica. Quyển 94 số 2. tr. 207–232. doi:10.11612/resphil.1540. S2CID 160029122. Lưu trữ bản gốc ngày 4 tháng 1 năm 2022. Truy cập ngày 4 tháng 1 năm 2022.
- Houde, R.; Camacho, L. (2003). "Induction". New Catholic Encyclopedia. ISBN 978-0-7876-4004-0. Lưu trữ bản gốc ngày 8 tháng 1 năm 2022. Truy cập ngày 8 tháng 1 năm 2022.
- Haack, Susan (1974). Deviant Logic: Some Philosophical Issues (bằng tiếng Anh). CUP Archive. tr. 51. ISBN 978-0-521-20500-9.
- Haack, Susan (1978). "1. 'Philosophy of logics'". Philosophy of Logics. London and New York: Cambridge University Press. tr. 1–10. ISBN 978-0-521-29329-7. Lưu trữ bản gốc ngày 7 tháng 12 năm 2021. Truy cập ngày 29 tháng 12 năm 2021.
- Haack, Susan (1996). Deviant Logic, Fuzzy Logic: Beyond the Formalism (bằng tiếng Anh). University of Chicago Press. ISBN 978-0-226-31133-3.
- Haaparanta, Leila (2009). "1. Introduction". The development of modern logic. Oxford University Press. tr. 4–6. ISBN 978-0-19-513731-6.
- Hansen, Hans (2020). "Fallacies". The Stanford Encyclopedia of Philosophy. Metaphysics Research Lab, Stanford University. Lưu trữ bản gốc ngày 29 tháng 3 năm 2021. Truy cập ngày 18 tháng 3 năm 2021.
- Hartmann, Stephan; Sprenger, Jan (2010). "Bayesian Epistemology". The Routledge Companion to Epistemology. London: Routledge. tr. 609–620. ISBN 978-0-415-96219-3. Lưu trữ bản gốc ngày 16 tháng 5 năm 2021. Truy cập ngày 4 tháng 1 năm 2022.
- Hasse, Dag Nikolaus (2008). "Influence of Arabic and Islamic Philosophy on the Latin West". The Stanford Encyclopedia of Philosophy. Metaphysics Research Lab, Stanford University. Truy cập ngày 19 tháng 7 năm 2023.
- Hawthorne, James (2021). "Inductive Logic". The Stanford Encyclopedia of Philosophy. Metaphysics Research Lab, Stanford University. Lưu trữ bản gốc ngày 21 tháng 1 năm 2022. Truy cập ngày 6 tháng 1 năm 2022.
- Hintikka, Jaakko J. (2019). "Philosophy of logic". Encyclopædia Britannica (bằng tiếng Anh). Lưu trữ bản gốc ngày 28 tháng 4 năm 2015. Truy cập ngày 21 tháng 11 năm 2021.
- Hintikka, Jaakko J. (2023). "Logical systems". Encyclopædia Britannica (bằng tiếng Anh). Lưu trữ bản gốc ngày 7 tháng 12 năm 2021. Truy cập ngày 4 tháng 12 năm 2021.
- Hintikka, Jaakko (1970). "Information, Deduction, and the A Priori". Noûs. Quyển 4 số 2. tr. 135–152. doi:10.2307/2214318. ISSN 0029-4624. JSTOR 2214318.
- Hintikka, Jaakko; Sandu, Gabriel (2006). "What is Logic?". Trong Jacquette, D. (biên tập). Philosophy of Logic. North Holland. tr. 13–39. ISBN 978-0-444-51541-4. Lưu trữ bản gốc ngày 7 tháng 12 năm 2021. Truy cập ngày 29 tháng 12 năm 2021.
- Hintikka, Jaakko J.; Spade, Paul Vincent. "History of logic". Encyclopædia Britannica (bằng tiếng Anh). Truy cập ngày 23 tháng 9 năm 2022.
- Honderich, Ted (2005). The Oxford Companion to Philosophy. Oxford University Press. ISBN 978-0-19-926479-7. Lưu trữ bản gốc ngày 29 tháng 1 năm 2021. Truy cập ngày 2 tháng 1 năm 2022.
- Hurley, Patrick J. (2015). "4. Categorical Syllogisms". Logic: The Essentials (bằng tiếng Anh). Wadsworth. tr. 189–237. ISBN 978-1-305-59041-0. Lưu trữ bản gốc ngày 4 tháng 1 năm 2022. Truy cập ngày 4 tháng 1 năm 2022.
- IEP Staff. "Deductive and Inductive Arguments". Lưu trữ bản gốc ngày 28 tháng 5 năm 2010. Truy cập ngày 6 tháng 1 năm 2022.
- Iqbal, Mohammad (2013). "The Spirit of Muslim Culture". The Reconstruction of Religious Thought in Islam (bằng tiếng Anh). Stanford University Press. tr. 99–115. ISBN 978-0-8047-8686-7.
- Irvine, Andrew David (2022). "Bertrand Russell". The Stanford Encyclopedia of Philosophy. Metaphysics Research Lab, Stanford University. Truy cập ngày 29 tháng 9 năm 2022.
- Jacquette, Dale (2006). "Introduction: Philosophy of logic today". Philosophy of Logic. North Holland. tr. 1–12. ISBN 978-0-444-51541-4. Lưu trữ bản gốc ngày 7 tháng 12 năm 2021. Truy cập ngày 29 tháng 12 năm 2021.
- Jago, Mark (2014). The Impossible: An Essay on Hyperintensionality (bằng tiếng Anh). OUP Oxford. tr. 41. ISBN 978-0-19-101915-9.
- Janssen, Theo M. V.; Zimmermann, Thomas Ede (2021). "Montague Semantics". The Stanford Encyclopedia of Philosophy. Metaphysics Research Lab, Stanford University. tr. 3–4. Truy cập ngày 10 tháng 3 năm 2023.
- Johnson, Ralph H. (1999). "The Relation Between Formal and Informal Logic". Argumentation. Quyển 13 số 3. tr. 265–274. doi:10.1023/A:1007789101256. S2CID 141283158. Lưu trữ bản gốc ngày 7 tháng 12 năm 2021. Truy cập ngày 2 tháng 1 năm 2022.
- Johnson, Ralph H. (ngày 15 tháng 7 năm 2014). The Rise of Informal Logic: Essays on argumentation, critical thinking, reasoning and politics (bằng tiếng Anh). University of Windsor. ISBN 978-0-920233-71-9.
- Ketland, Jeffrey (2005). "Second Order Logic". Macmillan Encyclopedia of Philosophy Volume 8. tr. 707–708. ISBN 978-0-02-865788-2. Lưu trữ bản gốc ngày 7 tháng 12 năm 2021. Truy cập ngày 4 tháng 1 năm 2022.
- King, Jeffrey C. (ngày 2 tháng 9 năm 2009). "Formal Semantics". The Oxford Handbook of Philosophy of Language. tr. 557–8. doi:10.1093/oxfordhb/9780199552238.003.0023. ISBN 978-0-19-955223-8.
- King, Jeffrey C. (2019). "Structured Propositions". The Stanford Encyclopedia of Philosophy. Metaphysics Research Lab, Stanford University. Lưu trữ bản gốc ngày 25 tháng 10 năm 2021. Truy cập ngày 4 tháng 12 năm 2021.
- Klement, Kevin C. (1995a). "Frege, Gottlob". Internet Encyclopedia of Philosophy. ISSN 2161-0002. Truy cập ngày 29 tháng 9 năm 2022.
- Klement, Kevin C. (1995b). "Propositional Logic". Internet Encyclopedia of Philosophy. ISSN 2161-0002. Truy cập ngày 23 tháng 9 năm 2022.
- Kline, Morris (1972). Mathematical Thought From Ancient to Modern Times. Oxford University Press. ISBN 978-0-19-506135-2.
- Kneale, William; Kneale, Martha (1962). The Development of Logic (bằng tiếng Anh). Clarendon Press. ISBN 978-0-19-824773-9.
- Knuuttila, Simo (1980). Reforging the Great Chain of Being: Studies of the History of Modal Theories (bằng tiếng Anh). Springer Science & Business Media. tr. 71. ISBN 978-90-277-1125-0.
- Korb, Kevin (2004). "Bayesian Informal Logic and Fallacy". Informal Logic. Quyển 24 số 1. tr. 41–70. doi:10.22329/il.v24i1.2132. Lưu trữ bản gốc ngày 10 tháng 11 năm 2021. Truy cập ngày 2 tháng 1 năm 2022.
- Koslowski, Barbara (2017). "Abductive reasoning and explanation". The Routledge International Handbook of Thinking and Reasoning. Routledge. tr. 366–382. doi:10.4324/9781315725697. ISBN 978-1-315-72569-7. Lưu trữ bản gốc ngày 8 tháng 1 năm 2022. Truy cập ngày 8 tháng 1 năm 2022.
- Kusch, Martin (2020). "Psychologism". The Stanford Encyclopedia of Philosophy. Metaphysics Research Lab, Stanford University. Lưu trữ bản gốc ngày 29 tháng 12 năm 2020. Truy cập ngày 30 tháng 11 năm 2021.
- Lagerlund, Henrik (ngày 27 tháng 9 năm 2018). "Review of The Aftermath of Syllogism: Aristotelian Logical Argument from Avicenna to Hegel". Notre Dame Philosophical Reviews (bằng tiếng Anh). Truy cập ngày 19 tháng 7 năm 2023.
- Lear, Jonathan (1980). Aristotle and Logical Theory (bằng tiếng Anh). CUP Archive. tr. 34. ISBN 978-0-521-31178-6.
- Leary, Christopher C.; Kristiansen, Lars (2015). A Friendly Introduction to Mathematical Logic (bằng tiếng Anh). Suny. tr. 195. ISBN 978-1-942341-07-9.
- Lepore, Ernest; Cumming, Sam (ngày 14 tháng 9 năm 2012). Meaning and Argument: An Introduction to Logic Through Language (bằng tiếng Anh). John Wiley & Sons. tr. 5. ISBN 978-1-118-45521-0.
- Li, Wei (ngày 26 tháng 2 năm 2010). Mathematical Logic: Foundations for Information Science (bằng tiếng Anh). Springer Science & Business Media. tr. ix. ISBN 978-3-7643-9977-1.
- Linsky, Bernard (2011). The Evolution of Principia Mathematica: Bertrand Russell's Manuscripts and Notes (bằng tiếng Anh) (ấn bản thứ 2). Cambridge University Press. tr. 4. ISBN 978-1-139-49733-6.
- Liu, Shiyong; Guo, Kaizhong (ngày 7 tháng 3 năm 2023). Error Logic: Paving Pathways for Intelligent Error Identification and Management (bằng tiếng Anh). Springer Nature. tr. 15. ISBN 978-3-031-00820-7.
- Łukasiewicz, Jan (1957). Aristotle's syllogistic from the standpoint of modern formal logic (ấn bản thứ 2). Oxford University Press. tr. 7.
- MacFarlane, John (2017). "Logical Constants". The Stanford Encyclopedia of Philosophy. Metaphysics Research Lab, Stanford University. Lưu trữ bản gốc ngày 17 tháng 3 năm 2020. Truy cập ngày 21 tháng 11 năm 2021.
- Mackie, J. L. (1967). "Fallacies". encyclopedia.com. Lưu trữ bản gốc ngày 15 tháng 4 năm 2021. Truy cập ngày 19 tháng 3 năm 2021.
- Magnus, P. D. (2005). Forall X: An Introduction to Formal Logic. Victoria, BC, Canada: State University of New York Oer Services. tr. 8–9. ISBN 978-1-64176-026-3. Lưu trữ bản gốc ngày 7 tháng 12 năm 2021. Truy cập ngày 29 tháng 12 năm 2021.
- Makridis, Odysseus (2022). Symbolic Logic (bằng tiếng Anh). Springer Nature. tr. 1–2. ISBN 978-3-030-67396-3.
- Maltby, John; Day, Liz; Macaskill, Ann (2007). Personality, Individual Differences and Intelligence (bằng tiếng Anh). Prentice Hall. ISBN 978-0-13-129760-9.
- Marenbon, John (2021). "Anicius Manlius Severinus Boethius". The Stanford Encyclopedia of Philosophy. Metaphysics Research Lab, Stanford University.
- McKeon, Matthew. "Logical Consequence". Internet Encyclopedia of Philosophy. Lưu trữ bản gốc ngày 12 tháng 11 năm 2021. Truy cập ngày 20 tháng 11 năm 2021.
- Michaelson, Eliot; Reimer, Marga (2019). "Reference". The Stanford Encyclopedia of Philosophy. Metaphysics Research Lab, Stanford University. Lưu trữ bản gốc ngày 7 tháng 12 năm 2021. Truy cập ngày 4 tháng 12 năm 2021.
- Mills, Ethan (2018). Three Pillars of Skepticism in Classical India: Nagarjuna, Jayarasi, and Sri Harsa (bằng tiếng Anh). Rowman & Littlefield. tr. 121. ISBN 978-1-4985-5570-8. ... for Nyāya all inference is ultimately rooted in perception ... Naiyāyikas typically accept four means of knowledge: perception, inference, comparison, and testimony.
- Monk, J. Donald (1976). "Introduction". Mathematical Logic (bằng tiếng Anh). Springer. tr. 1–9. doi:10.1007/978-1-4684-9452-5_1. ISBN 978-1-4684-9452-5. Lưu trữ bản gốc ngày 9 tháng 1 năm 2022. Truy cập ngày 9 tháng 1 năm 2022.
- Moore, Kevin; Cromby, John (ngày 8 tháng 8 năm 2016). How Best to 'Go On'? Prospects for a 'Modern Synthesis' in the Sciences of Mind (bằng tiếng Anh). Frontiers Media SA. tr. 60. ISBN 978-2-88919-906-8.
- Moore, Terence; Carling, Christine (1982). Understanding Language: Towards a Post-Chomskyan Linguistics (bằng tiếng Anh). Springer. tr. 53. ISBN 978-1-349-16895-8.
- Moschovakis, Joan (2022). "Intuitionistic Logic". The Stanford Encyclopedia of Philosophy: Introduction. Metaphysics Research Lab, Stanford University. Truy cập ngày 11 tháng 3 năm 2023.
- Nolt, John (2021). "Free Logic: 1. The Basics". The Stanford Encyclopedia of Philosophy. Metaphysics Research Lab, Stanford University. Truy cập ngày 10 tháng 9 năm 2022.
- Nunes, Terezinha (2011). "Logical Reasoning and Learning". Trong Seel, Norbert M. (biên tập). Encyclopedia of the Sciences of Learning (bằng tiếng Anh). Springer Science & Business Media. tr. 2066–9. ISBN 978-1-4419-1427-9.
- O'Regan, Gerard (2016). Introduction to the History of Computing: A Computing History Primer (bằng tiếng Anh). Springer. tr. 49. ISBN 978-3-319-33138-6.
- Oaksford, Mike; Chater, Nick (2007). Bayesian Rationality: The Probabilistic Approach to Human Reasoning (bằng tiếng Anh). OUP Oxford. tr. 47. ISBN 978-0-19-852449-6.
- Okeke, Johnathan Chimakonam (2012). Proof in Alonzo Church's and Alan Turing's Mathematical Logic: Undecidability of First Order Logic (bằng tiếng Anh). Universal-Publishers. tr. 122. ISBN 978-1-61233-951-1.
- Olsson, Erik J. (2018). "Bayesian Epistemology". Introduction to Formal Philosophy. Springer. tr. 431–442. ISBN 978-3-030-08454-7. Lưu trữ bản gốc ngày 16 tháng 5 năm 2021. Truy cập ngày 4 tháng 1 năm 2022.
- Online Etymology Staff. "logic". etymonline.com (bằng tiếng Anh). Lưu trữ bản gốc ngày 29 tháng 12 năm 2021. Truy cập ngày 29 tháng 12 năm 2021.
- Partee, Barbara H. (2016). Aloni, Maria; Dekker, Paul (biên tập). The Cambridge handbook of formal semantics. Cambridge University Press. ISBN 978-1-107-02839-5.
- Paulson, Lawrence C. (tháng 2 năm 2018). "Computational logic: its origins and applications". Proceedings of the Royal Society A: Mathematical, Physical and Engineering Sciences. Quyển 474 số 2210. tr. 1–14. arXiv:1712.04375. Bibcode:2018RSPSA.47470872P. doi:10.1098/rspa.2017.0872. PMC 5832843. PMID 29507522. S2CID 3805901.
- Pedemonte, Bettina (ngày 25 tháng 6 năm 2018). "Strategic vs Definitory Rules: Their Role in Abductive Argumentation and their Relationship with Deductive Proof". Eurasia Journal of Mathematics, Science and Technology Education (bằng tiếng english). Quyển 14 số 9. tr. 1–17. doi:10.29333/ejmste/92562. ISSN 1305-8215. S2CID 126245285. Lưu trữ bản gốc ngày 7 tháng 12 năm 2021. Truy cập ngày 8 tháng 1 năm 2022.{{Chú thích tạp chí}}:  Quản lý CS1: ngôn ngữ không rõ (liên kết)
- Pickel, Bryan (ngày 1 tháng 7 năm 2020). "Structured propositions and trivial composition". Synthese (bằng tiếng Anh). Quyển 197 số 7. tr. 2991–3006. doi:10.1007/s11229-018-1853-1. ISSN 1573-0964. S2CID 49729020.
- Pietroski, Paul (2021). "Logical Form: 1. Patterns of Reason". The Stanford Encyclopedia of Philosophy. Metaphysics Research Lab, Stanford University. Lưu trữ bản gốc ngày 2 tháng 10 năm 2021. Truy cập ngày 4 tháng 12 năm 2021.
- Planty-Bonjour, Guy (2012). The Categories of Dialectical Materialism: Contemporary Soviet Ontology (bằng tiếng Anh). Springer Science & Business Media. tr. 62. ISBN 978-94-010-3517-0.
- Possin, Kevin (2016). "Conductive Arguments: Why is This Still a Thing?". Informal Logic. Quyển 36 số 4. tr. 563–593. doi:10.22329/il.v36i4.4527. Lưu trữ bản gốc ngày 8 tháng 1 năm 2022. Truy cập ngày 8 tháng 1 năm 2022.
- Priest, Graham; Tanaka, Koji; Weber, Zach (2018). "Paraconsistent Logic". The Stanford Encyclopedia of Philosophy. Metaphysics Research Lab, Stanford University. Truy cập ngày 14 tháng 12 năm 2021.
- Pépin, Jean (2004). "Logos". Encyclopedia of Religion. ISBN 978-0-02-865733-2. Lưu trữ bản gốc ngày 29 tháng 12 năm 2021. Truy cập ngày 29 tháng 12 năm 2021.
- Putnam, H. (1969). "Is Logic Empirical?". Boston Studies in the Philosophy of Science. Quyển 5. tr. 216–241. doi:10.1007/978-94-010-3381-7_5. ISBN 978-94-010-3383-1.
- Quine, Willard Van Orman (1981). Mathematical Logic (bằng tiếng Anh). Harvard University Press. tr. 1. ISBN 978-0-674-55451-1.
- Rathjen, Michael; Sieg, Wilfried (2022). "Proof Theory". The Stanford Encyclopedia of Philosophy. Metaphysics Research Lab, Stanford University. Truy cập ngày 4 tháng 3 năm 2023.
- Rautenberg, Wolfgang (ngày 1 tháng 7 năm 2010). A Concise Introduction to Mathematical Logic (bằng tiếng Anh). Springer. tr. 15. ISBN 978-1-4419-1221-3.
- Rendsvig, Rasmus; Symons, John (2021). "Epistemic Logic". The Stanford Encyclopedia of Philosophy. Metaphysics Research Lab, Stanford University. Truy cập ngày 11 tháng 3 năm 2023.
- Restall, Greg; Standefer, Shawn (2023). Logical Methods (bằng tiếng Anh). MIT Press. tr. 91. ISBN 978-0-262-54484-9.
- Richardson, Alan W. (1998). Carnap's Construction of the World: The Aufbau and the Emergence of Logical Empiricism (bằng tiếng Anh). Cambridge University Press. tr. 15. ISBN 978-0-521-43008-1.
- Ritola, Juho (ngày 1 tháng 12 năm 2008). "Walton's Informal Logic: A Pragmatic Approach". Informal Logic. Quyển 28 số 4. tr. 335. doi:10.22329/il.v28i4.2856.
- Rošker, Jana S. (tháng 5 năm 2015). "Classical Chinese Logic: Philosophy Compass". Philosophy Compass. Quyển 10 số 5. tr. 301–309. doi:10.1111/phc3.12226.
- Runco, Mark A.; Pritzker, Steven R. (1999). Encyclopedia of Creativity (bằng tiếng Anh). Academic Press. tr. 155. ISBN 978-0-12-227075-8.
- Rush, Penelope (2014). "Introduction". The Metaphysics of Logic. Cambridge University Press. tr. 1–10. ISBN 978-1-107-03964-3. Lưu trữ bản gốc ngày 7 tháng 12 năm 2021. Truy cập ngày 8 tháng 1 năm 2022.
- Sadegh-Zadeh, Kazem (2015). Handbook of Analytic Philosophy of Medicine (bằng tiếng Anh). Springer. tr. 983. ISBN 978-94-017-9579-1.
- Sagüillo, José M. (2014). "Hintikka on Information and Deduction". Teorema: Revista Internacional de Filosofía. Quyển 33 số 2. tr. 75–88. ISSN 0210-1602. JSTOR 43047609.
- Sarukkai, Sundar; Chakraborty, Mihir Kumar (2022). Handbook of Logical Thought in India (bằng tiếng Anh). Springer Nature. tr. 117–8. ISBN 978-81-322-2577-5.
- Schagrin, Morton L. "metalogic". Encyclopædia Britannica (bằng tiếng Anh). Truy cập ngày 23 tháng 9 năm 2022.
- Schechter, Joshua. "Epistemology of Logic – Bibliography – PhilPapers". philpapers.org. Truy cập ngày 11 tháng 9 năm 2022.
- Schlesinger, I. M.; Keren-Portnoy, Tamar; Parush, Tamar (ngày 1 tháng 1 năm 2001). The Structure of Arguments (bằng tiếng Anh). John Benjamins Publishing. tr. 220. ISBN 978-90-272-2359-3.
- Schreiner, Wolfgang (2021). Thinking Programs: Logical Modeling and Reasoning About Languages, Data, Computations, and Executions (bằng tiếng Anh). Springer Nature. tr. 22. ISBN 978-3-030-80507-4.
- Scott, John; Marshall, Gordon (2009). "analytic induction". A Dictionary of Sociology (bằng tiếng Anh). Oxford University Press. ISBN 978-0-19-953300-8. Lưu trữ bản gốc ngày 8 tháng 1 năm 2022. Truy cập ngày 8 tháng 1 năm 2022.
- Shapiro, Stewart; Kouri Kissel, Teresa (2022). "Classical Logic". The Stanford Encyclopedia of Philosophy. Metaphysics Research Lab, Stanford University. Truy cập ngày 19 tháng 7 năm 2023.
- Shermer, Michael (ngày 25 tháng 10 năm 2022). Conspiracy: Why the Rational Believe the Irrational (bằng tiếng Anh). JHU Press. ISBN 978-1-4214-4445-1.
- Sider, Theodore (2010). Logic for Philosophy. Oxford University Press. ISBN 978-0-19-957558-9.
- Siegel, Harvey; Biro, John (1997). "Epistemic Normativity, Argumentation, and Fallacies". Argumentation. Quyển 11 số 3. tr. 277–292. doi:10.1023/A:1007799325361. S2CID 126269789. Lưu trữ bản gốc ngày 28 tháng 2 năm 2022. Truy cập ngày 4 tháng 1 năm 2022.
- Simpson, R. L. (2008). Essentials of Symbolic Logic (bằng tiếng Anh) (ấn bản thứ 3). Broadview Press. tr. 14. ISBN 978-1-77048-495-5.
- Smith, Robin (2022). "Aristotle's Logic". The Stanford Encyclopedia of Philosophy. Metaphysics Research Lab, Stanford University. Truy cập ngày 11 tháng 3 năm 2023.
- Spade, Paul Vincent; Panaccio, Claude (2019). "William of Ockham". The Stanford Encyclopedia of Philosophy. Metaphysics Research Lab, Stanford University.
- Spriggs, John (2012). GSN – The Goal Structuring Notation: A Structured Approach to Presenting Arguments (bằng tiếng Anh). Springer Science & Business Media. tr. 20–22. ISBN 978-1-4471-2312-5.
- Stairs, Allen (2017). A Thinker's Guide to the Philosophy of Religion (bằng tiếng Anh). Routledge. tr. 343. ISBN 978-1-351-21981-5.
- Sternberg, Robert J. "Thought". Encyclopædia Britannica (bằng tiếng Anh). Lưu trữ bản gốc ngày 13 tháng 10 năm 2021. Truy cập ngày 14 tháng 10 năm 2021.
- Stolyar, Abram Aronovich (ngày 1 tháng 1 năm 1984). Introduction to Elementary Mathematical Logic (bằng tiếng Anh). Courier Corporation. ISBN 978-0-486-64561-2.
- Stone, Mark A. (2012). "Denying the Antecedent: Its Effective Use in Argumentation". Informal Logic. Quyển 32 số 3. tr. 327–356. doi:10.22329/il.v32i3.3681. Lưu trữ bản gốc ngày 28 tháng 2 năm 2022. Truy cập ngày 8 tháng 1 năm 2022.
- Stump, David J. "Fallacy, Logical". encyclopedia.com. Lưu trữ bản gốc ngày 15 tháng 2 năm 2021. Truy cập ngày 20 tháng 3 năm 2021.
- Talbott, William (2016). "Bayesian Epistemology". The Stanford Encyclopedia of Philosophy. Metaphysics Research Lab, Stanford University. Lưu trữ bản gốc ngày 1 tháng 4 năm 2021. Truy cập ngày 6 tháng 3 năm 2021.
- Tarski, Alfred (1994). Introduction to Logic and to the Methodology of the Deductive Sciences (bằng tiếng Anh). Oxford University Press. tr. 40. ISBN 978-0-19-802139-1.
- Tondl, L. (2012). Problems of Semantics: A Contribution to the Analysis of the Language Science (bằng tiếng Anh). Springer Science & Business Media. tr. 111. ISBN 978-94-009-8364-9.
- Velleman, Daniel J. (2006). How to Prove It: A Structured Approach (bằng tiếng Anh). Cambridge University Press. tr. 8, 103. ISBN 978-0-521-67599-4.
- Vickers, John M. "Inductive Reasoning". Oxford Bibliographies (bằng tiếng Anh). Oxford University Press. Truy cập ngày 18 tháng 1 năm 2023.
- Vidyabhusana, Satis Chandra (1988). A History of Indian Logic: Ancient, Mediaeval and Modern Schools (bằng tiếng Anh). Motilal Banarsidass Publisher. tr. 221. ISBN 978-81-208-0565-1.
- Vleet, Van Jacob E. (2010). "Introduction". Informal Logical Fallacies: A Brief Guide. Upa. tr. ix–x. ISBN 978-0-7618-5432-6. Lưu trữ bản gốc ngày 28 tháng 2 năm 2022. Truy cập ngày 2 tháng 1 năm 2022.
- Väänänen, Jouko (2021). "Second-order and Higher-order Logic". The Stanford Encyclopedia of Philosophy. Metaphysics Research Lab, Stanford University. Lưu trữ bản gốc ngày 30 tháng 10 năm 2021. Truy cập ngày 23 tháng 11 năm 2021.
- Walton, Douglas N. (1987). Informal Fallacies: Towards a Theory of Argument Criticisms. John Benjamins. ISBN 978-1-55619-010-0. Lưu trữ bản gốc ngày 2 tháng 3 năm 2022. Truy cập ngày 2 tháng 1 năm 2022.
- Warren, Jared (2020). Shadows of Syntax: Revitalizing Logical and Mathematical Conventionalism. Oxford University Press. ISBN 978-0-19-008615-2.
- Washell, Richard F. (1973). "Logic, Language, and Albert the Great". Journal of the History of Ideas. Quyển 34 số 3. tr. 445–50. doi:10.2307/2708963. JSTOR 2708963.
- Wasilewska, Anita (2018). Logics for Computer Science: Classical and Non-Classical (bằng tiếng Anh). Springer. tr. 145–6. ISBN 978-3-319-92591-2.
- Weber, Zach. "Paraconsistent Logic". Internet Encyclopedia of Philosophy. Truy cập ngày 12 tháng 12 năm 2021.
- Weddle, Perry (2011). "36. Informal logic and the eductive-inductive distinction". Argumentation 3 (bằng tiếng Anh). De Gruyter Mouton. tr. 383–388. doi:10.1515/9783110867718.383. ISBN 978-3-11-086771-8. Lưu trữ bản gốc ngày 31 tháng 12 năm 2021. Truy cập ngày 2 tháng 1 năm 2022.
- Westerståhl, Dag (1989). "Aristotelian Syllogisms and Generalized Quantifiers". Studia Logica. Quyển 48 số 4. tr. 577–585. doi:10.1007/BF00370209. S2CID 32089424. Lưu trữ bản gốc ngày 4 tháng 1 năm 2022. Truy cập ngày 4 tháng 1 năm 2022.
- Wilbanks, Jan J. (ngày 1 tháng 3 năm 2010). "Defining Deduction, Induction, and Validity". Argumentation (bằng tiếng Anh). Quyển 24 số 1. tr. 107–124. doi:10.1007/s10503-009-9131-5. ISSN 1572-8374. S2CID 144481717. Lưu trữ bản gốc ngày 8 tháng 1 năm 2022. Truy cập ngày 8 tháng 1 năm 2022.
- Wilce, Alexander (2021). "Quantum Logic and Probability Theory: 2.1 Realist Quantum Logic". The Stanford Encyclopedia of Philosophy. Metaphysics Research Lab, Stanford University. Truy cập ngày 11 tháng 3 năm 2023.
- Wile, Bruce; Goss, John; Roesner, Wolfgang (2005). Comprehensive Functional Verification: The Complete Industry Cycle (bằng tiếng Anh). Elsevier. tr. 447. ISBN 978-0-08-047664-3.
- Willman, Marshall D. (2022). "Logic and Language in Early Chinese Philosophy". The Stanford Encyclopedia of Philosophy. Metaphysics Research Lab, Stanford University. Introduction. Truy cập ngày 11 tháng 3 năm 2023.
- Wolf, Robert G. (1978). "Are Relevant Logics Deviant?". Philosophia. Quyển 7 số 2. tr. 327–340. doi:10.1007/BF02378819. S2CID 143697796. Lưu trữ bản gốc ngày 16 tháng 12 năm 2021. Truy cập ngày 4 tháng 1 năm 2022.
- Zegarelli, Mark (2010). Logic For Dummies. John Wiley & Sons. tr. 30. ISBN 978-1-118-05307-2. Lưu trữ bản gốc ngày 14 tháng 5 năm 2015. Truy cập ngày 7 tháng 3 năm 2015.